# Marcelo A. Moreno
Marcelo A. Moreno (Buenos Aires, 17 de octubre de 1951) es un periodista argentino, prosecretario de Redacción del Diario Clarín.

## Biografía
Es hijo de una pintora (discípula de Raquel Forner y Juan Battle Planas) y de Antonio F. Moreno, coronel retirado del Ejército, en 1972.

## Trayectoria
Se inició muy joven en el periodismo, como redactor, en la revista Confirmado, fundada por Jacobo Timerman.[cita requerida] Se inició muy joven en la literatura, tuvo maestros tan diversos como Miguel Briante, Alberto Girri y, sobre todo, Angel Bonomini.  
A partir de 1974, colaboró con el Diario La Opinión donde llegó a jefe de la sección Sociedad. 
En el Diario Convicción, escribió en la sección Artes y Espectáculos. 
También con esa sección llegó a secretario de Redacción pero ya en el diario Tiempo Argentino, en cuya publicación dirigió el suplemento cultural. 
En 1984, fue jefe de Redacción de la revista First. Y secretario de Redacción de revistas tan distintas como Satiricón y Somos. 
En 1990, ingresó al Diario Clarín en el que trabajará en diversas secciones, como Información General, La Segunda Sección y Educación. Fue nombrado editor de la tapa. 
Desde 2006, tiene un blog en Clarín.com llamado Antilógicas, con renovación diaria.
En 2009, además de colaborar en el trabajo de tapa del diario, es prosecretario de Redacción y publica dos veces por semana su columna "Disparador", donde escribió una laudatoria nota: "Wikipedia, un desafío hacia la democratización del saber".
Hacia marzo de 2010, la revista Contraeditorial le dedicó una doble página a un contrapunto entre sus escritos y los del periodista Horacio Verbitsky, quien lo criticara en Página/12.
Luego del escándalo de Wikileaks, publicó otra referencia a la gratuidad de las colaboraciones en Wikipedia: "Rarísimos no negocios en Internet".

### Radio y TV
- En 1984, tuvo un breve paso por ATC.

- Desde 2008 a 2009, participó como columnista en programas en Radio Mitre.

## Obras Completas
- El número único (poemas, Ed. Ambigua Selva), 1981.
- Memoria del Cielo (poemas, Ediciones Último Reino) 1991.
- El Mal. Y los malditos (ensayo, Editorial Vergara), 1994.
- Contra los argentinos (ensayo, Sudamericana), 2002.
- 50 historias de amor verdaderas (relatos, Emecé), 2004.

## Premios
- Premio Iniciación otorgado por la Secretaría de Cultura de la Nación por El número único.[cita requerida]